# Reuil-en-Brie
Reuil-en-Brie település Franciaországban, Seine-et-Marne megyében. Lakosainak száma 808 fő (2022. január 1.). Reuil-en-Brie Chamigny, La Ferté-sous-Jouarre, Jouarre, Luzancy és Saâcy-sur-Marne községekkel határos.

## Népesség
A település népessége az elmúlt években az alábbi módon változott:
| Lakosok száma | 829  | 822  | 833  | 834  | 830  | 826  | 822  | 816  | 808  |
|               | 2013 | 2015 | 2016 | 2017 | 2018 | 2019 | 2020 | 2021 | 2022 |